# Raphia farinifera
Рафія крохмаленосна (Raphia farinifera) — вид рослин родини Пальмові (Arecaceae).

## Будова
Стовбур до 10 м висоти і 1 м в діаметрі. Коріння росте не лише в ґрунті, але і між опалим листям. Квіти різностатеві, зібрані у великі триметрові суцвіття. Плоди довгасті яйцеподібні 5—10 см довжини, зріють 5—6 років.

## Поширення та середовище існування
Країни зростання: Ангола, Бенін, Буркіна-Фасо, Камерун, Гамбія, Гана, Гвінея, Кот-д'Івуар, Кенія, Малаві, Маврикій, Мозамбік, Нігерія, Реюньйон, Сенегал, Сейшельські Острови, Сьєрра-Леоне, Танзанія, Того, Уганда, Замбія і Зімбабве. Натуралізована на Мадагаскарі.

## Практичне використання
Листя рослини інтенсивно використовували для будівництва, покриття стріх, плетіння, виготовлення меблів, рибальського оснащення, віників тощо.
Крохмаленосну серцевину стовбура можна вживати в їжу. Має назву «пальмова капуста». Плоди пальми теж їстівні.
Солодкий сік з молодих суцвіть та пульпу з плодів використовують для створення алкогольних напоїв.
Олію (олія рафії), що видобувають з мезокарпію, використовують для виготовлення мила та стеарину.

## Галерея

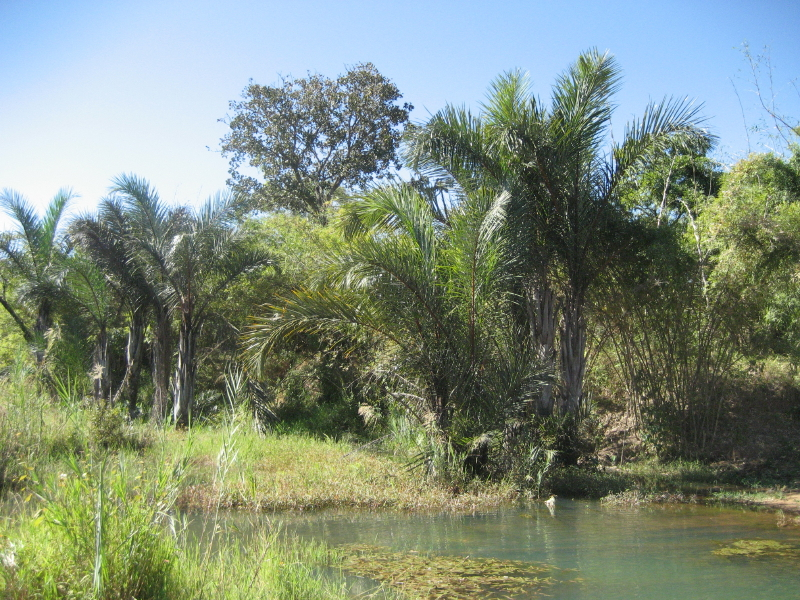
Пальма в природних умовах
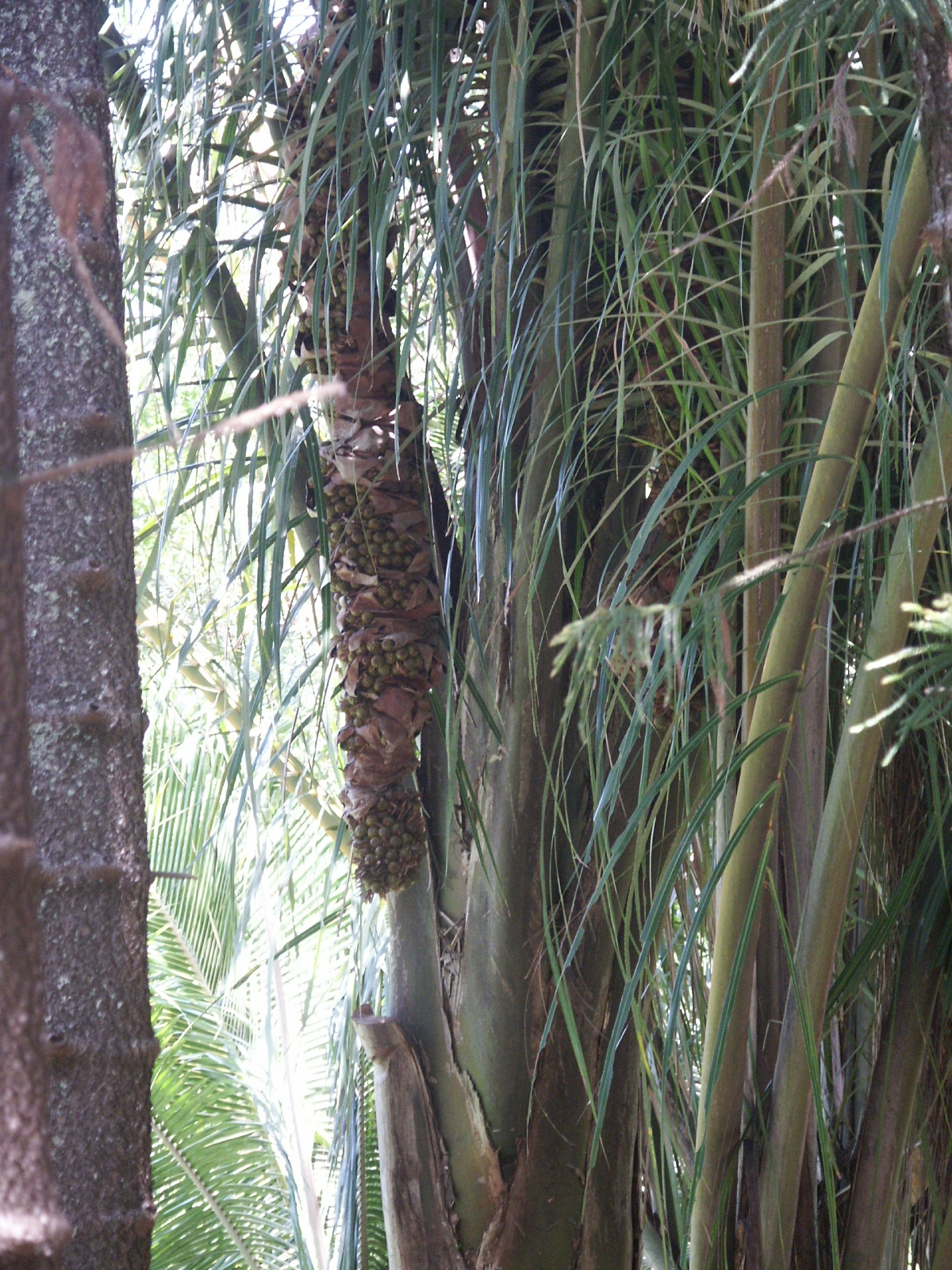
Плоди на пальмі
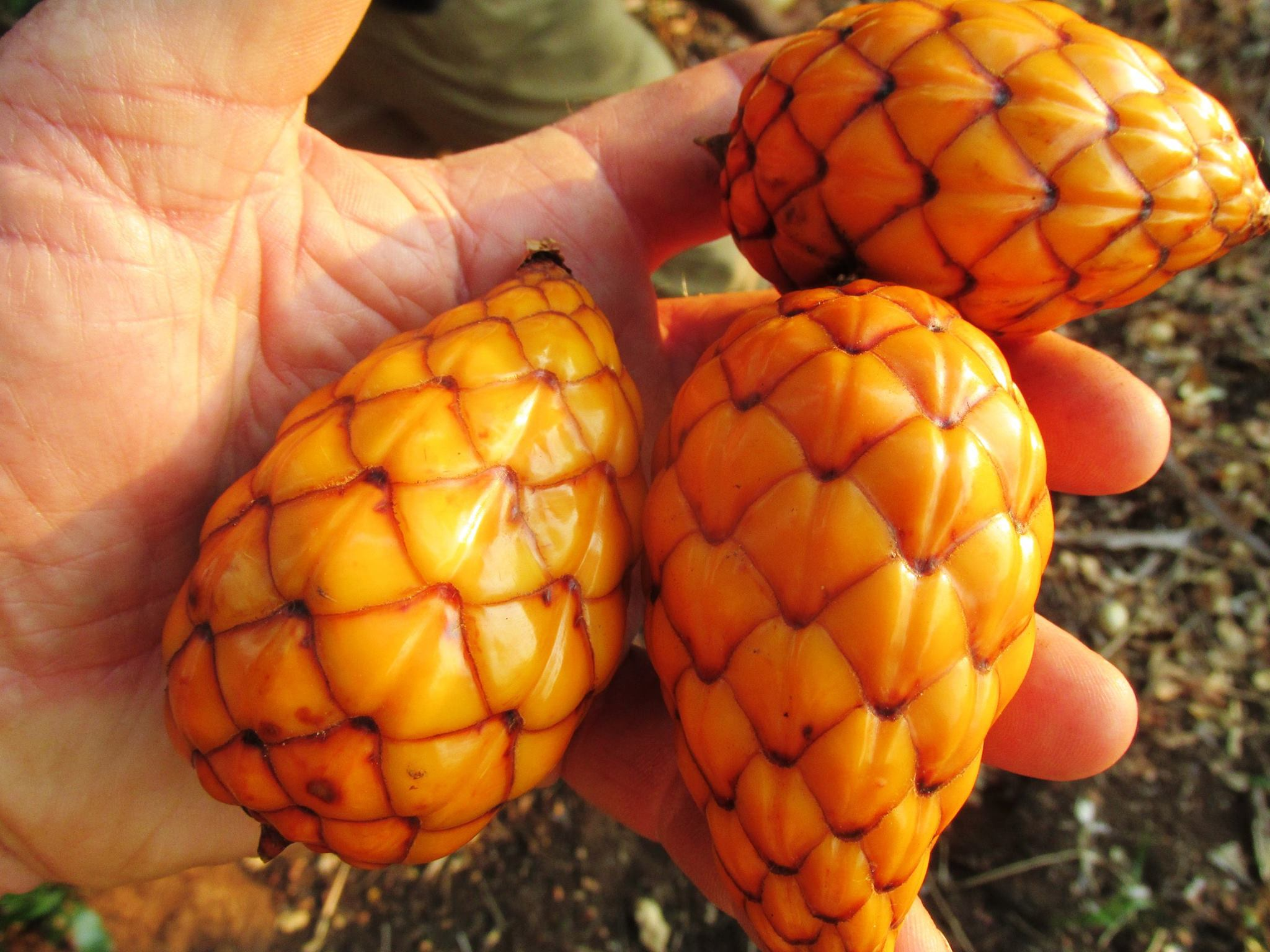
Плоди
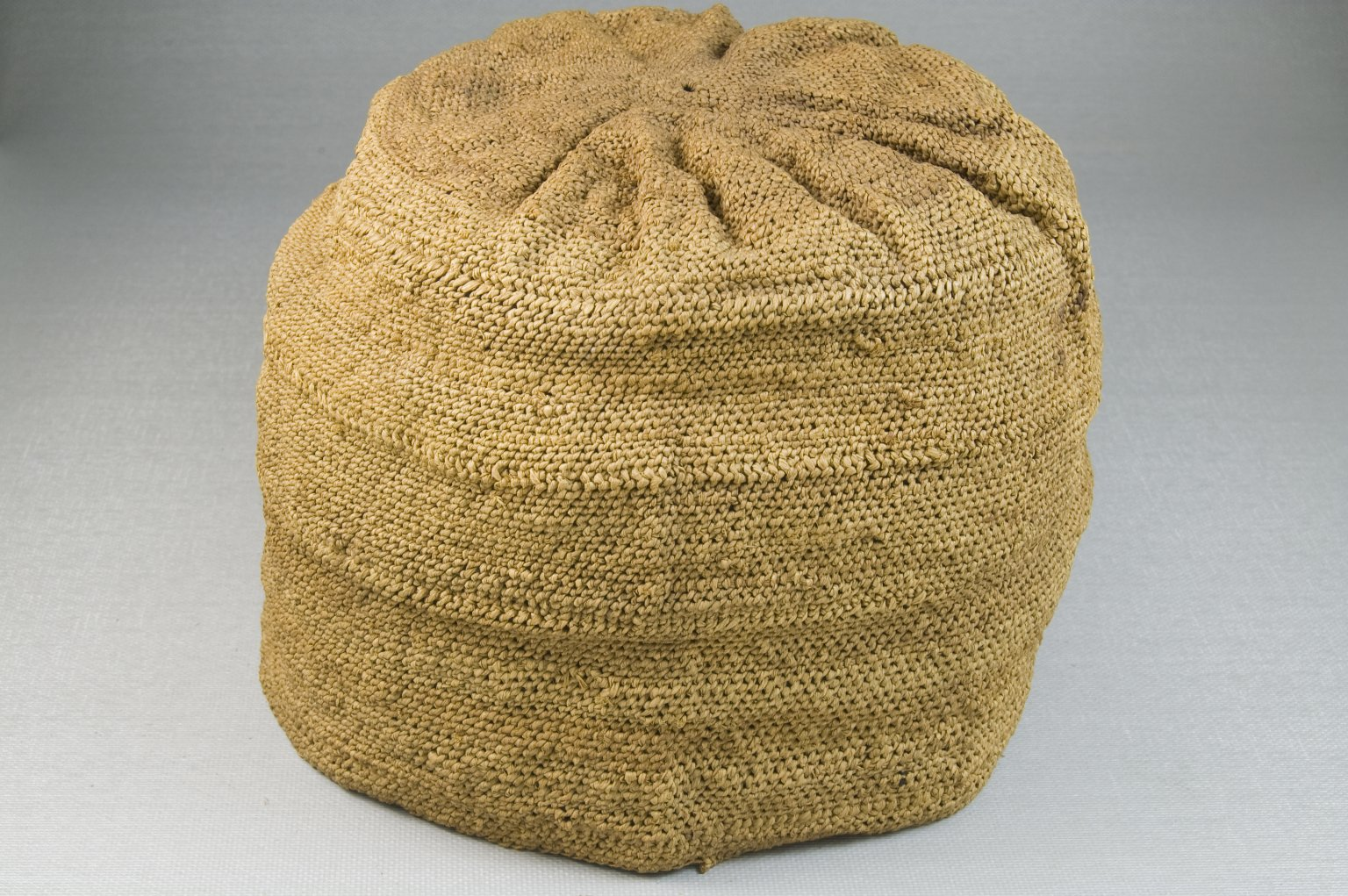
Шапка плетена з листя
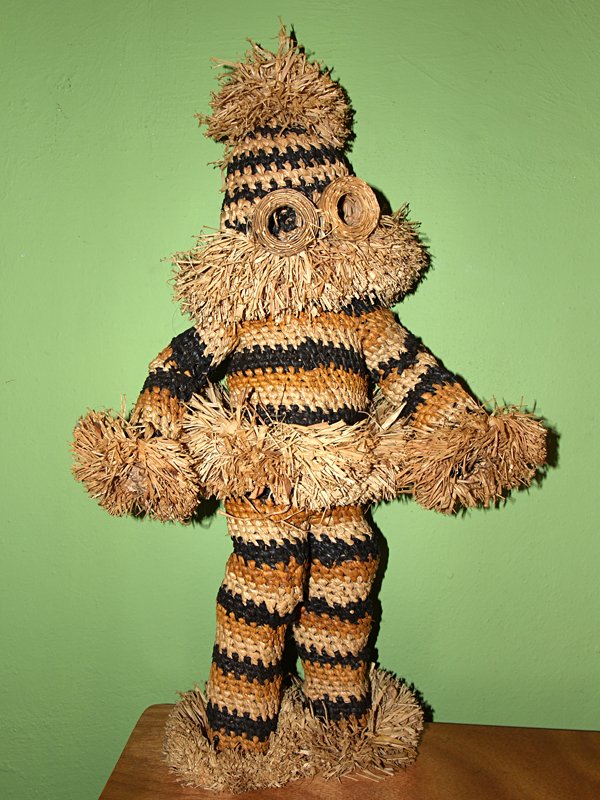
Фігура духа сплетена з листя